# 6472 Rosema
6472 Rosema este un asteroid din centura principală de asteroizi.

## Descriere
6472 Rosema este un asteroid din centura principală de asteroizi. A fost descoperit pe 15 octombrie 1985 la Stația Anderson Mesa de Edward L. G. Bowell. El prezintă o orbită caracterizată de o semiaxă mare de 3,12 ua, o excentricitate de 0,17 și o înclinație de 4,9° în raport cu ecliptica.